# Ilimanaq
Ilimanaq, duń. Claushavn – miejscowość na zachodnim wybrzeżu Grenlandii, w gminie Qaasuitsup. W Ilimanaq znajduje się heliport będący środkiem komunikacji z innymi miejscowościami na Grenlandii.
Według danych oficjalnych liczba mieszkańców w 2011 roku wynosiła 71 osób.